# Xenicus
Xenicus je rod ptáků z čeledi pokřovníkovití.

## Druhy
Rod zahrnuje pouze 2 druhy, z nichž jeden je vyhynulý:
- † pokřovník stromový (Xenicus longipes)
- pokřovník alpínský (Xenicus gilviventris)

Walter Buller původně umístil do rodu Xenicus i pokřovníka ostrovního pod názvem Xenicus insularis. Ten se však později začal umisťovat do samostatného rodu Traversia a dnes je znám jako Traversia lyalli.